# Цвєтков Гліб Миколайович
Глі́б Микола́йович Цвєтко́в (* 27 червня 1922, Тирасполь — † 2 грудня 1996, Київ) — дослідник історії міжнародних відносин та зовнішньої політики СРСР та США, 1972 — доктор наук, нагороджений Срібною медаллю ЮНЕСКО. Кавалер орденів Трудового Червоного Прапора, 1944 — Червоної Зірки, «Знак пошани», 18 медалями СРСР та медалями Болгарії, Гани і Монголії, лауреат премії АН УРСР ім. Д. З. Мануїльського, 1982 — заслужений діяч науки УРСР.

## Життєпис
Учасник Другої світової війни в 1941—1945 роках. Брав участь у Параді Перемоги на Красній площі 24 червня 1945 року.
1952 року закінчив факультет міжнародних відносин Київського державного університету ім. Т. Г. Шевченка. Майже півстоліття працював в університеті.
1955 року захистив дисертацію, кандидат історичних наук. Після цього працює викладачем.
1960-62 — декан факультету для іноземних громадян, 1962-73 — проректор університету з міжнародних зв'язків.
Був ініціатором відновлення факультету міжнародних відносин, очолював його у 1972-78 та 1980-84 роках.
1972 року захистив докторську дисертацію: «Політика США щодо СРСР у 1930-х роках».
У 1981-85 роках — член Виконавчого комітету ЮНЕСКО від УРСР, нагороджений Срібною медаллю ЮНЕСКО.
Є засновником школи міжнародників у СРСР.
У день своєї смерті закінчив написання статті про зовнішньополітичні пріоритети незалежної України.

## Праці
Опубліковано близько 300 його творів, з них:
- «Шістнадцять років невизнання. Політика США по відношенню до Радянської держави в 1917—1933 р.р.»,
- «СРСР і США: 40 років дипломатичних відносин»,
- «СРСР та США: відносини, що впливають на долі світу»,
- «Міжнародні відносини і зовнішня політика в 1917—1945 рр.: Навчальний посібник».